# Der Ritus
Der Ritus (Originaltitel: Riten) ist ein in Schwarzweiß gedrehtes schwedisches Filmdrama von Ingmar Bergman aus dem Jahr 1969.

## Handlung
Ein Künstlertrio, der nach außen hin ruhige und überlegene Hans Winkelmann, seine seelisch instabile Frau Thea und der aggressive, (selbst-)zerstörerische Sebastian Fisher, werden wegen einer angeblich obszönen Pantomimenaufführung vor den Untersuchungsrichter Abrahamson zitiert. Die Gruppe ist auch innerlich bereits am Auseinanderbrechen: Winkelmann ist seiner neurotischen, sexuell untreuen und alkoholkranken Frau ebenso überdrüssig wie seines Kollegen Fisher, der sich fortlaufend Geld bei ihm leiht und mit Thea schläft. Der herzkranke, von irrationalen Ängsten geplagte Abrahamson vernimmt die Schauspieler erst zusammen, dann jeden von ihnen einzeln. Bei der Vernehmung Theas verliert er die Beherrschung, schlägt sie und vergeht sich sexuell an ihr. Das Trio bietet Abrahamson an, ihm eine private Vorführung des beanstandeten Pantomimenspiels zu geben; er willigt ein. Während der Darbietung des so genannten Ritus stirbt Abrahamson, nachdem Fisher ihn gedemütigt hat, an einem Herzanfall.

## Hintergrund
Bergman schrieb das Drehbuch für Der Ritus als reines Dialogstück im Sommer 1967 vor dem Drehbeginn zu seinem Film Schande, realisierte es aber erst nach dem Produktionsende von Schande. Seine eigene Firma „Cinematograph“ produzierte den Film für das schwedische Fernsehen. Gedreht wurde er innerhalb weniger Tage in den Studios der Filmstadt, Solna.
Der Ritus wurde am 25. März 1969 erstmals im schwedischen Fernsehen ausgestrahlt. In der BRD lief der Film erstmals am 20. Januar 1970 im ZDF.

## Analyse

### Filmtitel
Bergman erklärte den Titel des Films folgendermaßen: „Der Ritus ist nicht das, was sie da am Schluss machen. […] Der Ritus ist das Spiel zwischen dem Künstler und seinem Publikum und der Gesellschaft. Diese beiderseitige Mischung von Demütigung und gemeinsamem Bedürfnis. Das ist das Rituelle.“

### Stilmittel
Der Ritus, von Bergman als „schwarze Komödie“ bezeichnet, arbeitet im Gegensatz zu vielen anderen Arbeiten des Regisseurs nicht mit kontrastierenden Nahaufnahmen und Totalen, sondern fast ausschließlich mit Nahaufnahmen und Halbtotalen, um dem „Rhythmus des Mediums Fernsehen“ Rechnung zu tragen und Details wie „Gesichter, Augen, Stimmen, Hände“ hervorzuheben. Der Wunsch nach Visualisierung von Details sei laut Bergman auch der Grund gewesen, weshalb er sich letztlich gegen eine Umsetzung als Theaterstück und für eine Filmadaption entschieden habe.

### Figuren
Bergman über die Figuren im Film: „Mehr oder weniger bewusst habe ich mich selbst in drei Personen gespalten. [Sebastian Fisher ist] in seinen Gefühlen gestört, immer an der Grenze des Zusammenbruchs aber wahrscheinlich kreativ und zutiefst anarchistisch […] weich und brutal. Hans Winkelmann […] ist ordentlich, äußerst diszipliniert, empfindet Verantwortung.“ Thea bezeichnete Bergman als halbbewußten Versuch, seine Intuition zu gestalten; sie sei „gesichtslos“, „nachgiebig“, „äußerst empfindlich“ und bekomme „plötzliche Eingebungen, spricht mit Gott, Engeln und Dämonen“. Nur in der Kombination der drei höchst verschiedenen Persönlichkeiten, so Bergman, funktioniere ihre Gemeinschaft und bleibe ihre Kreativität erhalten.

### Position in Bergmans Werk
Das zentrale Ereignis des Films – eine Gruppe von Schauspielern fällt bei den örtlichen Autoritäten in Ungnade und gibt ihnen eine persönliche Vorstellung, die einem Racheakt gleicht – hatte Bergman bereits in Das Gesicht thematisiert. Bergman verwies auch auf Parallelen zwischen den Figuren in Der Ritus, Das Gesicht und anderen Filmen: Thea sah er als Schwester der Figur der Karin in Wie in einem Spiegel, die mit dem „Spinnengott“ spricht, der Agnes in Schreie und Flüstern, die in einem Zustand zwischen Leben und Tod verharrt, und der zwischen sexuellen Identitäten wechselnden Aman/Manda in Das Gesicht. Sebastian sei eine Fortführung des Dr. Vogler in Das Gesicht, nur „aufgelöst und zerstört“ und „am Anfang des Ruins“. Auch bestätigte er Torsten Manns’ Vermutung, der Auftritt des Priesters sei eine Reverenz an Das siebente Siegel.

## Rezeption
„Mit schonungslos-scharfem Blick analysiert Ingmar Bergman in diesem streng konstruierten Psychodrama das Seelenleben seiner Figuren und grübelt zugleich über die Verantwortlichkeit und Effektivität künstlerischer Darstellung.“

„Kammerspielartiges Vierpersonenstück Bergmans, das im wesentlichen das Thema des Verhältnisses zwischen Kunst und bürgerlicher Umwelt aufgreift. Angedeutet werden zahlreiche, intuitiv ersonnene Konfliktsituationen des Menschen oder des Künstlers; intelligente Assoziationen können wertvolle Denkimpulse verleihen. Doch fehlt ein weiterreichender Spannungsbogen, ein sich selbst tragendes Konzept, das auch formal angemessen zum Ausdruck käme.“